# Henoch

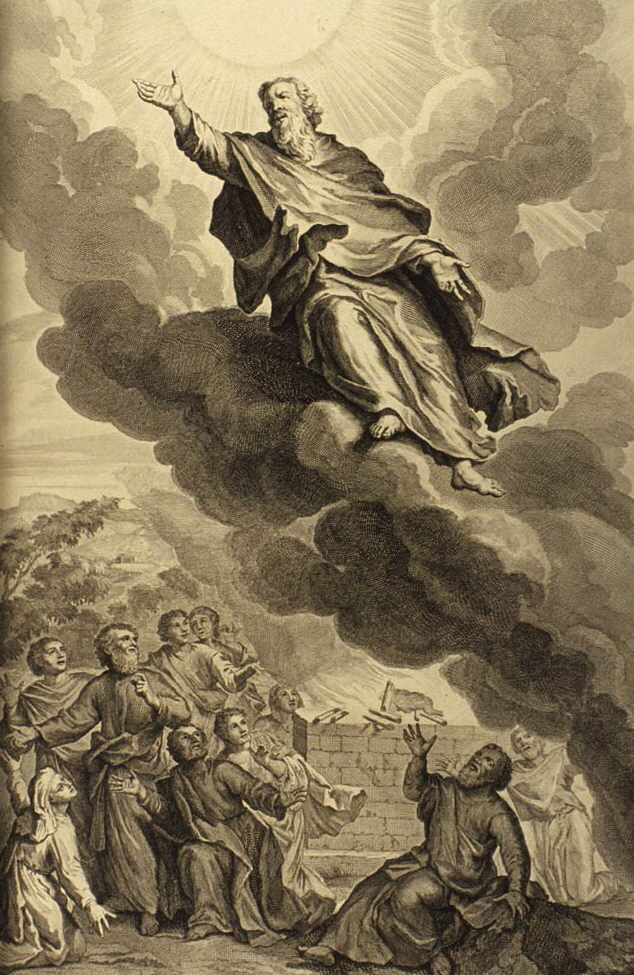
Illustratie van Henoch die ten hemel vaart uit Figures de la Bible (1728)

Henoch (Hebreeuws: חֲנוֹךְ, ḥǎnôkh, etymologie en betekenis onzeker, misschien verwant aan het Kanaänitische ḫanāku , "volgeling") was volgens de traditie in de Hebreeuwse Bijbel een voorvader van Noach en werd op 365-jarige leeftijd 'door God weggenomen'. Waarschijnlijk is Henoch dezelfde als Idris in de Koran.
Daarnaast was Henoch ook de naam van een zoon van Kaïn en een stad die door hem werd gesticht. In de documentaire hypothese wordt aangenomen dat het om een verwijzing naar dezelfde persoon gaat. De zoon van Kaïn is van de hand van de niet-priesterlijke redacteur, de latere Henoch van de priesterlijke redacteur. Een aanwijzing hiervoor is het plaatsen als zevende in de afstammingslijn van Adam (vergelijk Judas 14: "Henoch, de zevende vanaf Adam").

## Hebreeuwse Bijbel
Het leven van Henoch wordt beschreven in Genesis 5:18-24. Hij was 65 toen hij Metusalem verwekte. Daarna kreeg hij meer zonen en dochters. Toen hij 365 jaar oud was, "[kwam] aan zijn leven ... een einde doordat God hem wegnam".
Alle oudvaders tot Noach werden ouder dan 900 jaar, behalve Henoch. Hij was met 365 jaar erg jong. Zijn leeftijd wordt vaak gezien als symbolisch en een verwijzing naar het zonnejaar van 365 dagen.
Het verhaal dat Henoch door God werd weggenomen, wordt - net als een vergelijkbaar verhaal over de profeet Elia in 2 Koningen 2:11, die in een vurige wagen naar de hemel werd gehaald - vaak beschouwd als een vorm van hemelvaart.
Henoch wordt ook genoemd in de korte geslachtslijst van 1 Kronieken 1:1-3.

## Apocriefe en pseudepigrafische boeken
Jubileeën 4:17 noemt Henoch als grondlegger van het zonnejaar en uitvinder van het schrift.
Volgens 1 Henoch 66-73 zou Henoch vanaf Achuzan zijn weggenomen, in de joodse literatuur een vroege aanduiding van de Tempelberg in het latere Jeruzalem. Hierna ontstond er - gevoed door zijn leringen - een priesterlijke offercultus. Metusalem en zijn neef Nir waren hiervan de eerste vertegenwoordigers. Het wegnemen van Henoch komt ook voor in de Wijsheid (van Salomo) 4:7-17.

## Henochliteratuur
Er zijn nog enkele joodse geschriften bekend met visioenen die Henoch gehad zou hebben. Deze apocriefe geschriften worden als volgt gedateerd:
- 1 Henoch: rond 2e eeuw v.Chr. - 1e eeuw n.Chr.
- 2 Henoch: eind 1e eeuw n.Chr.
- 3 Henoch: De oudste delen kunnen van omstreeks 200 dateren. De eindredactie van rond 600.[3]

Er zijn aanzienlijke verschillen tussen de drie boeken, maar er is een ook wel een gemeenschappelijk element te herkennen. Na zijn opneming in de hemel krijgt Henoch in de traditie van de drie boeken een steeds meer verheven plaats. In 3 Henoch is Henoch uitgegroeid tot een goddelijke gestalte, de Metatron, die als plaatsvervanger en zaakwaarnemer van God ook de hemel en de aarde kan besturen. Hij krijgt ook de naam de kleine Jahwe. In de rabbijnse literatuur was om die reden sprake van een negatieve benadering van de traditie van Henoch, omdat dit niet in overeenstemming geacht werd te zijn met het monotheïsme.
Tot de Henoch-literatuur behoort ook het Boek van de reuzen uit de eerste eeuw voor of na Chr. Het is een navertelling van het Boek van de wachters, dat het eerste deel is van 1 Henoch. De basis daarvan is de passage in Genesis 6:1-4 waarin de zonen van de goden geslachtsgemeenschap hadden met aardse vrouwen met de geboorte van giganten tot gevolg. Henoch vraagt God om een oordeel hierover.
Mani (overleden 276), de grondlegger van het manicheïsme, schreef eveneens een Boek van de reuzen waaruit duidelijk is dat hij bekend was met de joodse tradities over dit onderwerp. Net als in 1 Henoch worden de reuzen verslagen door de overwinning van een aantal machtige engelen. In de Keulse Mani-Codex van eind vierde of begin vijfde eeuw komt een Openbaring aan Enoch voor. Ook hier handelt het in essentie om een hemelreis van een ingewijde.

### 1 Henoch
Een volledige tekst in het Ge'ez werd door de ontdekkingsreiziger James Bruce in 1774 in Ethiopië gevonden en naar Europa gebracht. Delen in Aramees zijn daarna gevonden bij de Dode Zee-rollen.
De oorspronkelijke taal van het boek is, zoals sommige andere joodse religieuze teksten, deels Aramees, deels Hebreeuws. De inhoud is voor een deel apocalyptisch en bestaat verder uit een hele serie profetieën van Henoch waaronder Het toekomstige lot van de Goddelozen en de Rechtvaardigen, De opstanding van de doden, Het gericht over de gevallen engelen, De komst van de Messias en Het nieuwe Jeruzalem. Delen van het boek 1 Henoch zijn midrasj van Deuteronomium.
Het tweede deel van het boek, Het boek van de Parabels 37-71, is van alle vroege joodse bronnen het meest expliciet over de Mensenzoon, een goddelijke gestalte naast God zelf. Aan het eind van het verhaal in dit deel wordt Henoch meegenomen naar de ‘hemel van alle hemelen‘. Hij wordt daar ontvangen door God, de vier aartsengelen en ontelbare andere engelen. Hij wordt daar geïntroniseerd als de mensenzoon zelf.

## Nieuwe Testament
Henoch wordt in Lucas 3:37 genoemd in de geslachtslijst van Jezus.
In Hebreeën 11:5 wordt gezegd dat Henoch niet was gestorven, maar “naar elders” was overgebracht.
Judas 14-15 citeert 1 Henoch 60:8 als "de zevende vanaf Adam" en 1 Henoch 1:9: "Ik zie de Heer komen met zijn heilige tienduizendtallen om over allen zijn vonnis uit te spreken; alle goddeloze zondaars zal hij veroordelen voor alle goddeloze daden die ze in hun goddeloosheid bedreven hebben en voor de harde woorden waarmee ze hem hebben beledigd." Misschien werd de gedachte in 2 Petrus 2:4 dat de gevallen engelen in Tartaros werden geworpen ook aan 1 Henoch ontleend.